# ژرژ ولنسکی
ژُرژ وُلَنسکی ((به فرانسوی: Georges Wolinski)؛ ۲۸ ژوئن ۱۹۳۴ – ۷ ژانویهٔ ۲۰۱۵) یک طراح، کاریکاتوریست و سردبیر ماهنامه شارلی و اهل فرانسه بود. وی طی حادثه تیراندازی در دفتر شارلی ابدو به دست افراد مسلح به قتل رسید.
ولنسکی برنده جوایزی همچون لژیون دونور فرانسه شده است.